# Marvel’s Spider-Man: Miles Morales
Marvel’s Spider-Man: Miles Morales ist ein vom amerikanischen Entwicklerstudio Insomniac Games für die PlayStation 4, PlayStation 5 und Windows entwickeltes Action-Adventure. Der Herausgeber ist Sony Interactive Entertainment.
Im Spiel treten zahlreiche bekannte Helden und Schurken aus den Marvel-Comics und -Filmen auf, aber es wird eine eigenständige Geschichte erzählt. Der junge Miles Morales erhält ähnlich zu Peter Parker Fähigkeiten, die sich aber von den ursprünglichen Fähigkeiten Spider-Mans unterscheiden. Schauplatz ist eine fiktive Marvel-Version der Stadt New York City. Das Spiel findet im Winter statt.
Inhaltlich führt es die Geschichte des Vorgängers sowie Die Stadt, die niemals schläft weiter, das Geschehen wird aber aus Sicht des Peter-Parker-„Nachfolgers“ Miles Morales beleuchtet.
Die Handlung des Spiels wird in Marvel’s Spider-Man 2 fortgesetzt, welches am 20. Oktober 2023 exklusiv für die PlayStation 5 veröffentlicht wurde.

## Handlung
Der junge Miles Morales erhält Fähigkeiten ähnlich derer des Spider-Man. Nachdem Peter Parker Alias Spider-Man in den Urlaub fährt muss Miles Morales alleine New York beschützen und deckt dabei eine Verschwörung rundum das von Roxxon entwickelte Nuform auf.
Die Geschichte setzt dort an, wo Marvel’s Spider-Man aufhörten, in dem Miles Morales von einer genetisch verbesserten Spinne gebissen wurde und ähnliche Kräfte wie sein Mentor Peter Parker erhielt. Ein Jahr nach dem Ende des ersten Spiels wurde Miles von Parker ausgebildet, ist von Brooklyn nach Harlem gezogen und hat sich vollständig in die Rolle eines Spider-Man integriert. Zu Beginn des Spiels verlässt Parker New York für mehrere Wochen in Richtung Symkaria, um seiner Freundin Mary Jane Watson bei ihrer Berichterstattung zu helfen, und vertraut Miles an, die Stadt in seiner Abwesenheit zu schützen. Jetzt ist Miles der einzige Spider-Man und muss seine neuen Aufgaben als Superheld mit der Unterstützung seiner Mutter Rio Morales bei ihrer Kampagne für den Stadtrat und der Verteidigung seiner neuen Heimat vor einem gewalttätigen Krieg zwischen der korrupten Roxxon Energy Corporation und einer Hightech-Verbrecherarmee, die als Underground bekannt ist, in Einklang bringen.
Nach mehr als einem Jahr Training unter Peter Parker hat Miles Morales seine spinnenartigen Fähigkeiten gemeistert und sich als Partner des ursprünglichen Spider-Man bei der Verbrechensbekämpfung etabliert, obwohl er immer noch Schwierigkeiten hat, sich in seine neue Rolle einzufinden. Als er einen Polizeikonvoi mit Gefangenen zum wiederaufgebauten Floß eskortiert, befreit Miles versehentlich Rhino, der in der ganzen Stadt Verwüstung stiftet. Während Miles die anderen Ausbrecher aufhält, kämpft Peter gegen Rhino, der ihn schließlich überwältigt. Bei den Ermittlungen zu einem Einbruch im Roxxon Plaza stößt Miles auf eine Gruppe, die einen Rachefeldzug gegen das Unternehmen führt. Als Miles nach Hause zurückkehrt, um mit seiner Mutter Rio und seinem Freund Ganke Lee Weihnachten zu feiern, ist er überrascht, dass Rio Phin Mason eingeladen hat, mit dem er seit über einem Jahr nicht mehr gesprochen hat. Er findet heraus, dass der Untergrund auf der Suche nach Roxxons experimenteller Energiequelle, Nuform, ist und dass Phin ihr Anführer, des Underground ist. Nach weiteren Nachforschungen erfährt Miles, dass Phin den Tod ihres Bruders Rick Mason rächen will. Letzterer wurde durch die giftigen Eigenschaften von Nuform vergiftet und von Simon Krieger getötet, nachdem er versucht hatte, das Projekt zu sabotieren.
Miles versucht, sich mit Phin zu versöhnen, aber Roxxon entführt sie mit Hilfe eines verbesserten Rhinos. Phin und Miles kämpfen gegen Rhino, der Phin wegen Ricks Tod verspottet. Sie tötet ihn fast, aber Miles geht dazwischen, und die beiden kämpfen, bevor Phin Miles niederschlägt und entkommt. Ganke bringt den verletzten Miles nach Hause, wo Rio die Identität ihres Sohnes herausfindet und ihn weiterhin unterstützt.
Nachdem er sich erholt hat, versucht Miles, Phin aufzuhalten. Er wird jedoch von seinem Onkel Aaron gefangen genommen, der ihn in den Untergrund bringt, um zu verhindern, dass er wie sein Vater Jefferson Davis getötet wird, mit dem er sich vor dessen Tod nicht versöhnen konnte, was dazu führte, dass er Miles gegenüber überfürsorglich war. Miles entkommt und besiegt seinen Onkel, indem er erklärt, dass er den Menschen nicht den Rücken zukehren kann, wenn sie ihn brauchen. Während der Underground und Roxxon auf den Straßen kämpfen und Phin ihren Plan ausführt, hilft Aaron, inspiriert von den Worten seines Neffen, Rio bei der Evakuierung von Harlem, was Miles die Möglichkeit gibt, Phin zu konfrontieren und den Nuform-Reaktor zu stoppen, bevor er in die Luft fliegt. Unfähig, sie zur Vernunft zu bringen, kämpft Miles gegen Phin, bevor er versucht, das Nuform zu absorbieren, um die Explosion zu verhindern. Doch die Energie ist zu groß, und Miles kann sie nicht eindämmen, was ihn langsam tötet.
Um die Stadt zu retten und ihren Fehler zu begradigen, opfert sich Phin und fliegt Miles in eine sichere Entfernung über der Stadt, damit er die Energie freisetzen kann, bevor die Energie ihn tötet. Miles stürzt zu Boden und offenbart seine Identität einer kleinen Anzahl von Bürgern, denen er als Spider-Man geholfen hat, die versprechen, sein Geheimnis zu bewahren und ihn als Helden zu feiern. Peter kehrt von Symkaria zurück und lobt Miles für seine Entwicklung und seinen Heldenmut, bevor sie sich aufmachen, um gemeinsam das Verbrechen zu bekämpfen. In einer Post-Credit-Szene hinterlässt Miles einen Preis, den er mit Phin gewonnen hat, auf der Trinity Church zu ihrem Gedenken.

### Figuren
- Miles Morales: In der Comicreihe Der ultimative Spider-Man, in der eine alternative Geschichte von Spider-Man erzählt wird, stirbt Peter Parker und der junge Miles Morales tritt an seine Stelle.
- Spider-Man: Peter Parker wurde in jungen Jahren nach dem Tod seiner Eltern von seinem Onkel Ben und seiner Tante May aufgenommen und großgezogen. Nach dem Biss einer radioaktiv verseuchten Spinne wurde er zu dem Superhelden Spider-Man.

## Spielprinzip
Marvel’s Spider-Man: Miles Morales  ist ein Action-Adventure, in dem der Spieler die Spielfigur aus der Third-Person-Perspektive steuert. Der Spieler agiert in einer offenen Spielwelt, die frei zum Erkunden zur Verfügung steht. Zur Fortbewegung stehen unter anderem die Fähigkeiten des Netzschwingens und das Erklettern von Hauswänden zur Verfügung. Zur Schnellreise können auch die öffentlichen Verkehrsmittel genutzt und beispielsweise auf dem Dach eines Zuges mitgefahren werden. Aus den Comics und Filmen bekannte Schauplätze, wie die Botschaft von Wakanda, das Hauptquartier der Avengers oder das Sanctum Sanctorum von Dr. Strange finden sich in der Spielwelt wieder.
Das Kampfsystem besteht aus Schlägen und Tritten, dem Einsatz von Schüssen aus den Netzdüsen von Spider-Man sowie der Verwendung von zusätzlichen Hilfsmitteln, wie Stolperfallen, Netzbomben mit betäubender Wirkung oder einer Drohne, die Gegner aus der Luft beschießt. Zudem können zahlreiche Objekte aus der Umgebung genutzt und beispielsweise mit den Netzen Gegenstände auf Feinde geschleudert werden. Die Kampfoptionen lassen sich miteinander kombinieren und so wird ein flüssiger, akrobatischer Kampfstil erreicht. Im Verlauf des Spiels werden gesammelte Erfahrungspunkte in die Verbesserung der Fähigkeiten investiert. Zudem erhalten Spieler für erfolgreich absolvierte Nebenmissionen sogenannte Token, mit denen sich unterschiedliche Anzüge freischalten lassen.

## Entwicklungs- und Veröffentlichungsgeschichte
Marvel’s Spider-Man: Miles Morales wurde erstmals auf dem Sony PS5 Event 2020 vorgestellt und erschien weltweit am 12. November 2020. Zwei Jahre Später am 18. November 2022 wurde Marvel’s Spider-Man: Miles Morales auf Steam und im Epic Games Store veröffentlicht und ist somit das zweite Insomniac Games Spider-Man-Spiel, welches auf dem PC veröffentlicht wurde.
Im Juli 2021 lagen die Verkaufszahlen bei 6,5 Millionen Einheiten.

## Sprecher
Die englische Originalfassung entstand unter der Regie von Josh Dean und Kris Zimmerman-Salter. Die deutsche Sprachfassung entstand unter der Regie von Tim Hennemann bei der 4-Real Intermedia GmbH in Offenbach am Main.
| Rolle                            | Englischer Sprecher | Deutscher Sprecher      |
| -------------------------------- | ------------------- | ----------------------- |
| Miles Morales / Spider-Man       | Nadji Jeter         | Lars Waltl              |
| Peter Parker / Spider-Man        | Yuri Lowenthal      | Felix Mayer             |
| Rio Morales                      | Jacqueline Piñol    | Gisa Bergmann           |
| Rhino                            | Fred Tatasciore     | Christian Jungwirth     |
| J. Jonah Jameson                 | Darin De Paul       | Hanns Jörg Krumpholz    |
| Simon Krieger                    | Troy Baker          | Jaron Löwenberg         |
| Ganke Lee                        | Griffin Puatu       | N.N.                    |
| Danika Hart                      | Ashly Burch         | Melinda Rachfahl        |
| Phin Mason / Tinkerer            | Jasmin Savoy Brown  | Carolin von der Groeben |
| Aaron Davis / Prowler            | Ike Amadi           | N.N.                    |
| Rick Mason                       | Todd Williams       | N.N.                    |
| Jefferson Davis                  | Russell Richardson  | Michael-Che Koch        |
| Teo Alvarez                      | Yancey Arias        | N.N.                    |
| Gloria Davila                    | Melanie Minchino    | N.N.                    |
| Caleb Ward                       | Emerson Brooks      | N.N.                    |
| Camila Vázquez                   | Krizia Bajos        | N.N.                    |
| Hailey Cooper                    | Natasha Ofili       | N.N.                    |
| Wilson Fisk                      | Travis Willingham   | Thomas Balou Martin     |
| Otto Octavius                    | William Salyers     | Dirk Hardegen           |
| Norman Osborn                    | Mark Rolston        | Kai Henrik Möller       |
| Oscorp Science Center Audioguide | ?? Dave Fennoy ??   | Heiko Grauel            |

Weitere Stimmen der deutschen Fassung: Anja Taborsky und Philipp Andreas Reinheimer

## Rezeption
Marvel’s Spider-Man verkaufte sich weltweit insgesamt über 20 Millionen Mal und ist somit das meistverkaufte PlayStation-4-Spiel. Miles Morales war das zwölfte meistverkaufte Spiel des Jahres 2020 und das sechste meistverkaufte Spiel des Jahres 2021
Das Spiel erhielt zum allergrößten Teil positive Bewertungen. Die Rezensionsdatenbank Metacritic aggregiert 89 Rezensionen zu einem Mittelwert von 85.
Gewinner des 17 British Academy Games Awards für Musik.
45th Annie Awards Gewinner für Herausragende Leistung bei der Charakteranimation in einem Videospiel.